# Gáda Šuáová
Ghada Shouaa (arabsky غادة شعاع‎; narozena 10. září 1972 Maharda, Sýrie) je bývalá syrská atletka, vícebojařka. Třikrát startovala na olympijských hrách v sedmiboji. V roce 1992 na hrách v Barceloně skončila 25, v roce 1996 na hrách v Atlantě vybojovala zlatou medaili a o čtyři roky později na hrách v Sydney závod nedokončila. V roce 1995 vybojovala zlatou medaili na mistrovství světa v Göteborgu a v roce 1999 bronz v Seville. Zlato vybojovala také v roce 1993 v Manile na mistrovství Asie, na kterém již o dva roky dříve v Kuala Lumpuru vybojovala také stříbro.
S atletikou začínala jako basketbalistka v 18 letech pod vedením bývalých sovětských trenérů Viktora Lopatinceva a Borise Vojtase. Po odchodu svých trenérů do Egypta v roce 1993 se připravovala individuálně na Kypru pod vedením Kima Buchancova.